# Reine Colaço Osorio-Swaab
Reine Colaço Osorio-Swaab   (Amsterdam, 16 de gener de 1881 - Amsterdam, 14 d'abril de 1971) fou una compositora neerlandesa.

## Biografia
Reintje (Reine) Swaab va néixer a Amsterdam, Països Baixos, filla d'un matrimoni jueu.
El 1901, es va casar amb Samuel Colaço Osorio (Amsterdam, 8 de juliol de 1875 - Amsterdam, 18 de maig de 1923), un corredor de borsa jueu, esdevenint Reine Colaço Osorio-Swaab. Va desenvolupar un interès per compondre música quan els seus quatre fills ja eren grans i després de morir el seu marit, l'any 1923. Va estudiar composició amb Ernest W. Mulder i melodia amb Henk Badings. A la dècada del 1930 va escriure una sèrie de cançons amb text en neerlandès i després de la Segona Guerra Mundial va compondre Monument, el 1946, en honor al seu fill Jehuda, que havia esat assassinat al camp de concentració de Dachau. A la dècada del 1920 va traduir l'obra de Martin Buber al neerlandès.
Reine Colaço Osorio-Swaab va morir a Amsterdam.

## Obres
Va compondre obres de cambra, cançons, obertures per a orquestra, duets i obres declamatòries, incloent-hi:
- Aus den knospen quellen sachte (cants d'un joglar viatger) (text: Stefan George)
- Avond (text: Carel Steven Adama van Scheltema)
- Das Roseninnere (text: Rainer Maria Rilke)
- Dorpsdans (text: Jacques Fabrice Herman Perk)
- En sourdine (text: Paul Verlaine)
- Fêtes galantes (text: Paul Verlaine)
- Heisst es viel dich bitten (cants d'un joglar viatger) (text: Stefan George)
- So ich traurig bin (cants d'un joglar viatger) (text: Stefan George)
- Worte trügen, worte fliehen (cants d'un joglar viatger) (text: Stefan George)
- Zij komt (text: Jacques Fabrice Herman Perk)[4]
- Suite (Trio núm. 1) per a flauta, violí i viola (1940)
- Trio núm. 3 per a 2 violins i viola (1950)
- Quartet núm. 1 per a flauta, violí, viola i violoncel (1952)
- Sonata núm. 3 per a viola i piano (1952)
- Tsaddiék, Intermezzo per a viola i piano (1953)